# Elsje Scherjon
 (janvier 2019).
Si vous disposez d'ouvrages ou d'articles de référence ou si vous connaissez des sites web de qualité traitant du thème abordé ici, merci de compléter l'article en donnant les références utiles à sa vérifiabilité et en les liant à la section « Notes et références ».
 (février 2019).
Elsje Scherjon, née le 29 juin 1938 à Amsterdam,,, est une actrice néerlandaise.

## Filmographie

### Cinéma
- 1979 : Een vrouw : Eva
- 1979 : Kort Amerikaans (nl) : Tante Els
- 1981 : La Fille aux cheveux roux (Het meisje met het rode haar) : Carlien
- 1982 : De smaak van water (nl) : L'infirmière
- 1999 : Dat is nooit mijn naam geweest : Mère de Rianne
- 2001 : De vriendschap (nl) : L'officier
- 2003 : De ordening (nl) : Hanna

### Téléfilms
- 1973 : Een mens van goede wil (nl) : Karlien
- 1976 : Sil de Strandjutter (nl) : Jaakje Droeviger
- 1978 : Dubbelleven (nl) : La psychiatre
- 1982 : Zeg 'ns Aaa (nl) : L’échevin des affaires artistiques
- 1985 : Mijn idee (nl) : La mère
- 1991 : Ha, die Pa! (nl) : Mme De Rooy
- 1991 : Vrienden voor het leven (nl) : Mme Zwanenburg van Haaftingen
- 1991-1994 : Medisch Centrum West (nl) : Françoise van der Linden
- 1992 : Niemand de deur uit! (nl) : Deux rôles (Catherine ten Brink et Angela Jelgersma)
- 1994 : Pleidooi : OVJ van Suchtelen
- 1994 : De Sylvia Millecam show (nl) : Mme Steenmeijer
- 1994 : Vrouwenvleugel (nl) : Directrice
- 1995-1997 : Het Zonnetje in Huis (nl) : La mère de Catharina
- 1998 : Combat (nl) : Mère de Robert-Jan
- 1998-1999 : Kees & Co (nl) : Tante To
- 1999 : De zeven deugden : La mère
- 2001 : Wilhelmina (nl) : Freule Schimmelpenninck
- 2001 : Russen (nl) : Angela
- 2002 : Baantjer : Marjolijn van Beeck
- 2002 : Hartslag (série télévisée) : Mme Koop
- 2004 : Enneagram (téléfilm) : Els Noordeloos
- 2006 : Jardins secrets (Gooische Vrouwen) : La demandeuse d'emploi
- 2008 : Keyzer & De Boer Advocaten : Loes Beyerman
- 2010 : Bernhard, schavuit van Oranje (nl) : Cocky Gilles
- 2012 : Moeder, ik wil bij de Revue (nl) : Ina
- 2012 : Verborgen verhalen (nl) : Oma Joris
- 2013 : Aaf (nl) : Mère de Aaf
- 2013 : Malaika (nl) : Mme Hofman
- 2014 : Divorce (nl) : Sara
- 2015 : Flikken Maastricht : Johanna van Oorschot
- 2016 : Bij Ron op de camping (nl) : Oma
- 2017 : B.A.B.S. (nl) : Dini Kattenberg
- 2017 : De mannentester (nl) : Mme De Waal